# Simon Arnauld de Pomponne

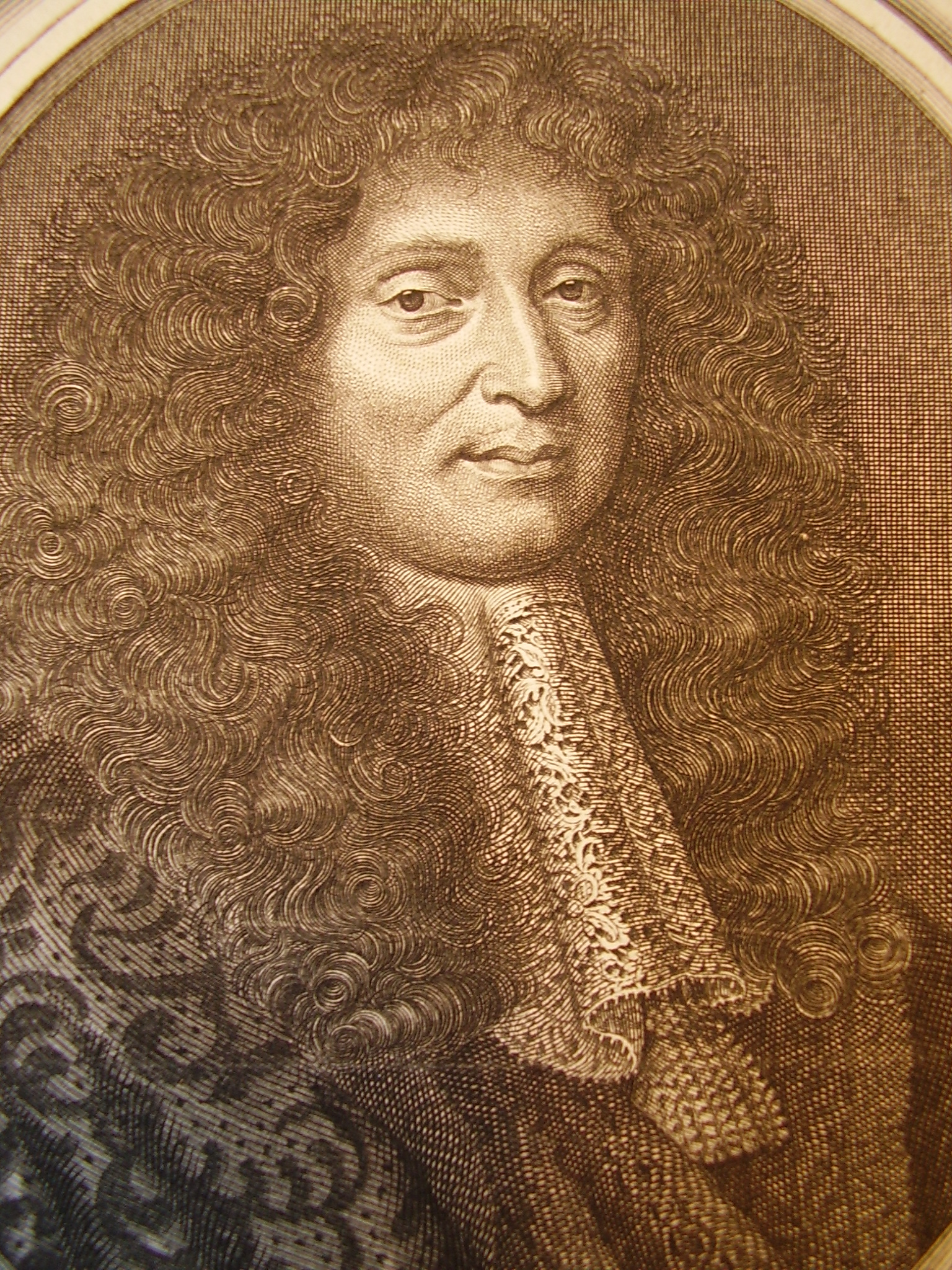
Simon Arnauld de Pomponne.

Simon Arnauld de Pomponne (noviembre de 1618 – 26 de septiembre de 1699), primero Señor y más tarde Marqués de Pomponne (1682), fue un diplomático francés y ministro de asuntos exteriores.

## Biografía
Simon Arnauld nació en París en 1618. Era hijo de Robert Arnauld d'Andilly, gobernador de Gastón de Orleans y un "intendant d'armée" bajo el mando de Richelieu y Catherine Le Fevre de la Boderie. Miembro de la famosa familia jansenista Arnauld, fue nombrado Simon Arnauld de Briottes hasta 1643, posteriormente pasaría a llamarse Simon Arnauld d'Andilly desde 1643 a 1660 y ocasionalmente Simon Arnauld de Pomponne, por el estado de Pomponne que le legó su madre cuando contrajo matrimonio en 1660.
Después de haber sido aprendiz de Martin Barcos, entró en el mundo del "précieuses", asistiendo al salón de Mme de Rambouillet, con varios miembros de su familia. Escribió varios poemas para la Guirnalda de Julia, y era amigo de escritores importantes, como Madame de Sévigné, Madame de La Fayette, y el duque François de La Rochefoucauld.

## Carrera
Comenzó su carrera como "intendant" (administrador) de la guarnición francesa en Casal donde permaneció de 1642 hasta 1647. Los apoyos de Julio Mazarino y Michel Le Tellier le valieron su designación como "intendant d'armée" en Italia, en París durante la Fronda y en el Principado de Cataluña.
La primera vez que actuó como diplomático fue en 1655, por la necesidad de negociar y firmar un tratado con el duque de Mantua, misión que alcanzó exitosamente. Cuando el Jansenismo comenzaba a extenderse, su tío Antoine Arnauld se convertía en uno de sus líderes, mientras que su padre decidía retirarse a Port-Royal, esto explica por qué, en 1658, Mazarino rechazó dejarle ejercer como canciller de Felipe I de Orleans, hermano de Luis XIV. Más aún, Pomponne se convierte en amigo y cliente de Nicolás Fouquet y se casa con una de sus primas. De ahí sus exilios a Verdún en el este de Francia (1662-1664) y luego al estado de Pomponne (1664-1665).

## Diplomático
Aunque se le permitió volver a París por el rey solamente en 1665, sus amistades con Michel Le Tellier, Le Pelletier y Hugues de Lionne le permitieron ser nombrado como embajador en Suecia. Su intención era evitar que este estado incorporase a la Triple Alianza (1665-1668). Incluso cuando Suecia había estrechado lazos de amistad con las Provincias Unidas, Pomponne satisfizo al rey en cumplir su interés, y así fue se le confió una nueva misión, esta vez en las Provincias Unidas (1668-1671). En 1671, sin embargo, lo trasladaron a Suecia para la delicada misión de forjar una nueva alianza entre Suecia y Francia. Por lo tanto, las provincias unidas quedaron aisladas en la diplomáticamente, y pudieron ser atacadas por Louis XIV. Tras la muerte de Hugues de Lionne en septiembre de 1671, que era secretario de estado para los asuntos extranjeros, Simon Arnauld de Pomponne fue su sucesor en este ámbito hasta 1679. Su estilo era de un verdadero diplomático, intentando encontrar acuerdos con otros países, durante tiempos de guerra, mientras que Louvois, secretario del estado para la guerra, era más agresivo y belicoso. Mientras que Pomponne consiguió obtener el tratado de paz de Nimega (1678), lo despidieron finalmente por el deseo del rey de llevar a cabo una política extranjera más belicosa (18 de noviembre de 1679).

## Últimos años
Sin embargo, el rey seguía le tenía aún en consideración, su estado de Pomponne se convirtió en un marquisate (Marquesado) en 1682, y ofreció a sus hijos un regimiento y una importante abadía. Luis XIV volvió a solicitar su servicios en 1691 (como el miembro del Conseil d'en haut, pero sin un ámbito específico). Tras la muerte de Louvois intentó que el hijo del secretario de estado en asuntos extranjeros, el marqués de Torcy, contrajera matrimonio con la hija de Pomponne. Pomponne todavía desempeñó un papel importante en la política francesa en la década de 1690. Moriría en Fontainebleau en 1699.